# Stokłosa bezostna
Stokłosa bezostna (Bromus inermis Leyss.) – gatunek rośliny z rodziny wiechlinowatych. Jako gatunek rodzimy występuje w Eurazji, z wyjątkiem południowych krańców Europy i Azji. Ponadto zawleczony do Afryki, na oba kontynenty amerykańskie, do Australii i Nowej Zelandii. W Polsce jest gatunkiem pospolitym.

## Morfologia

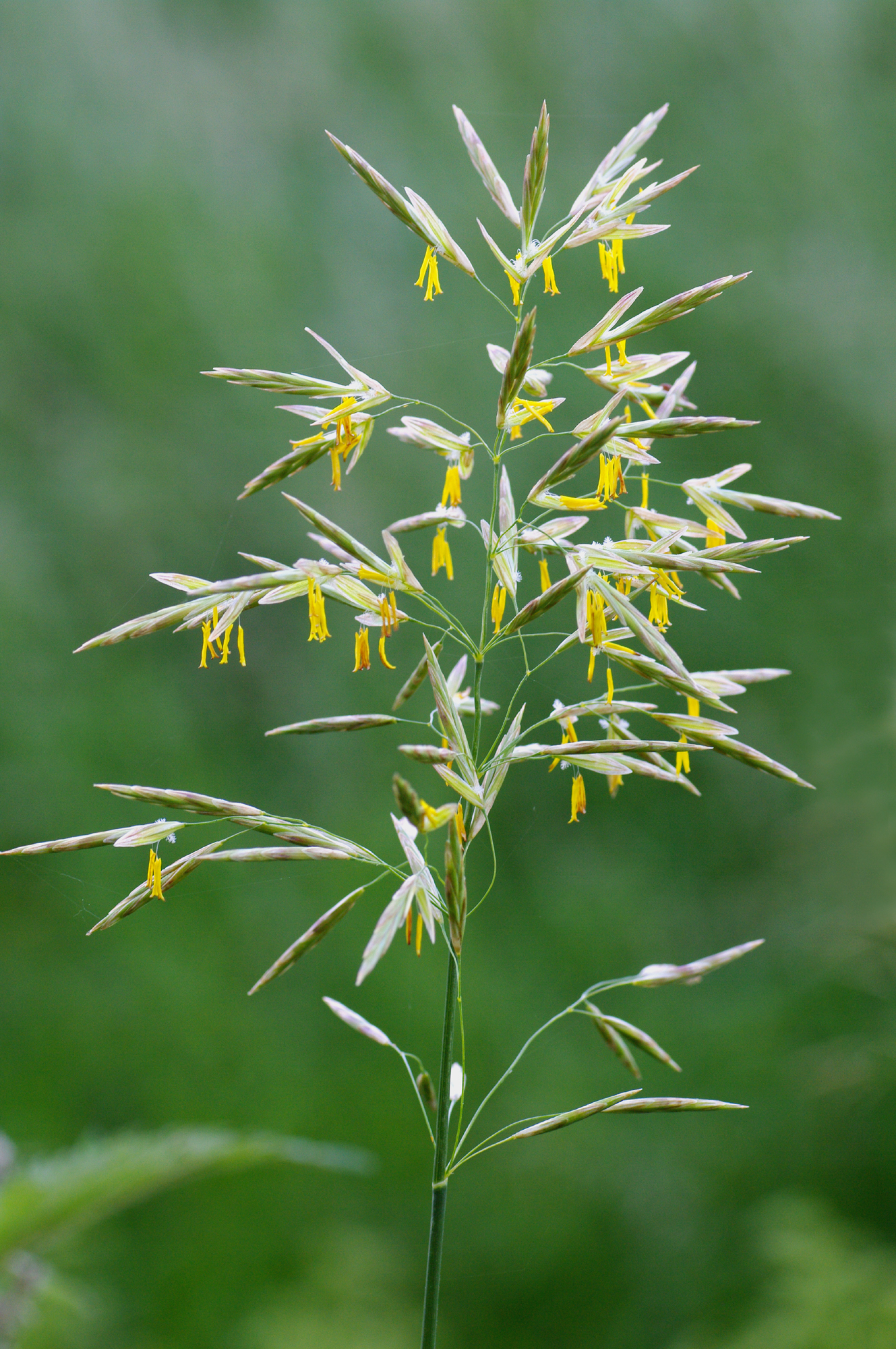
Kwiatostan

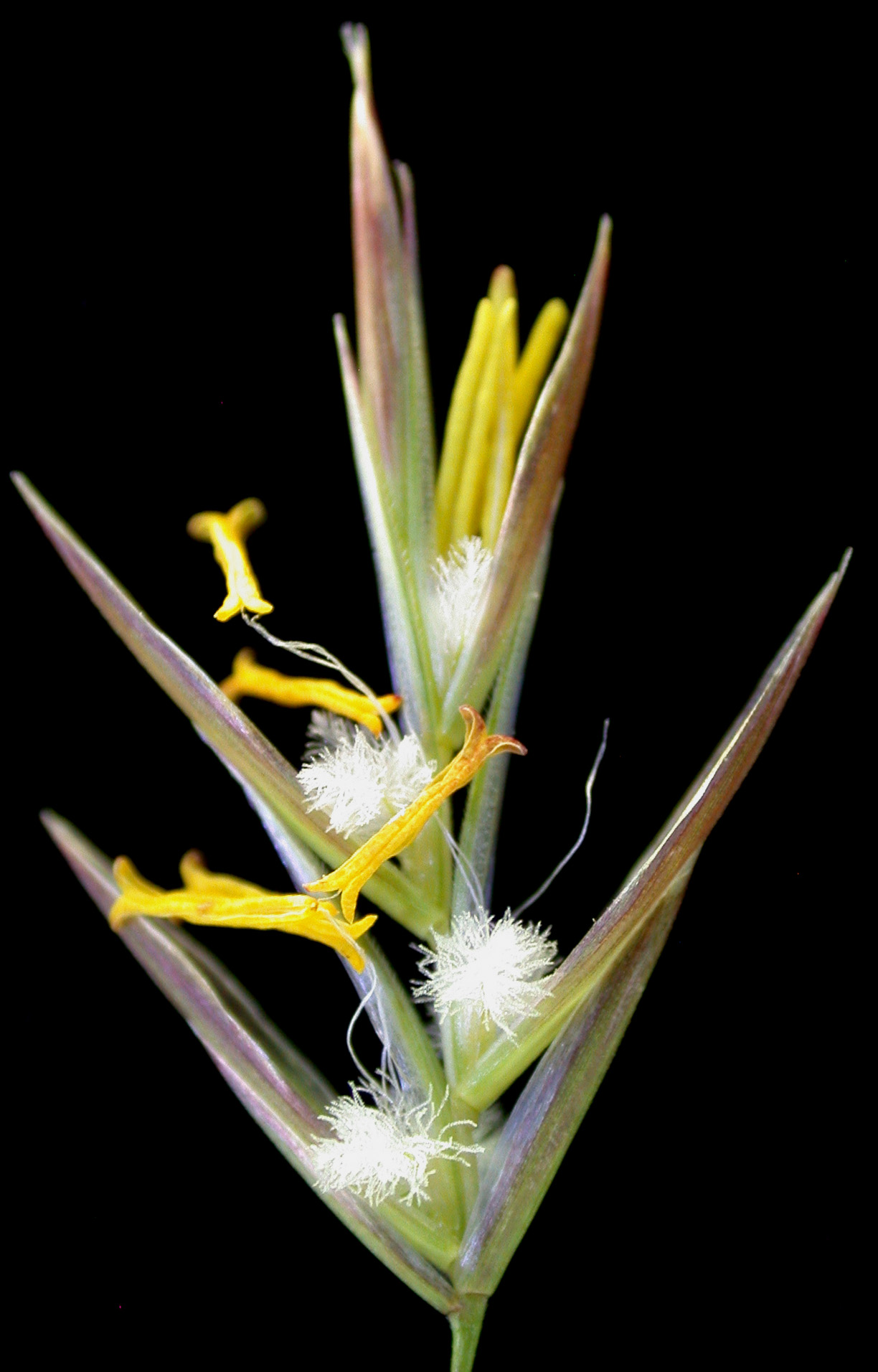
Kłosek

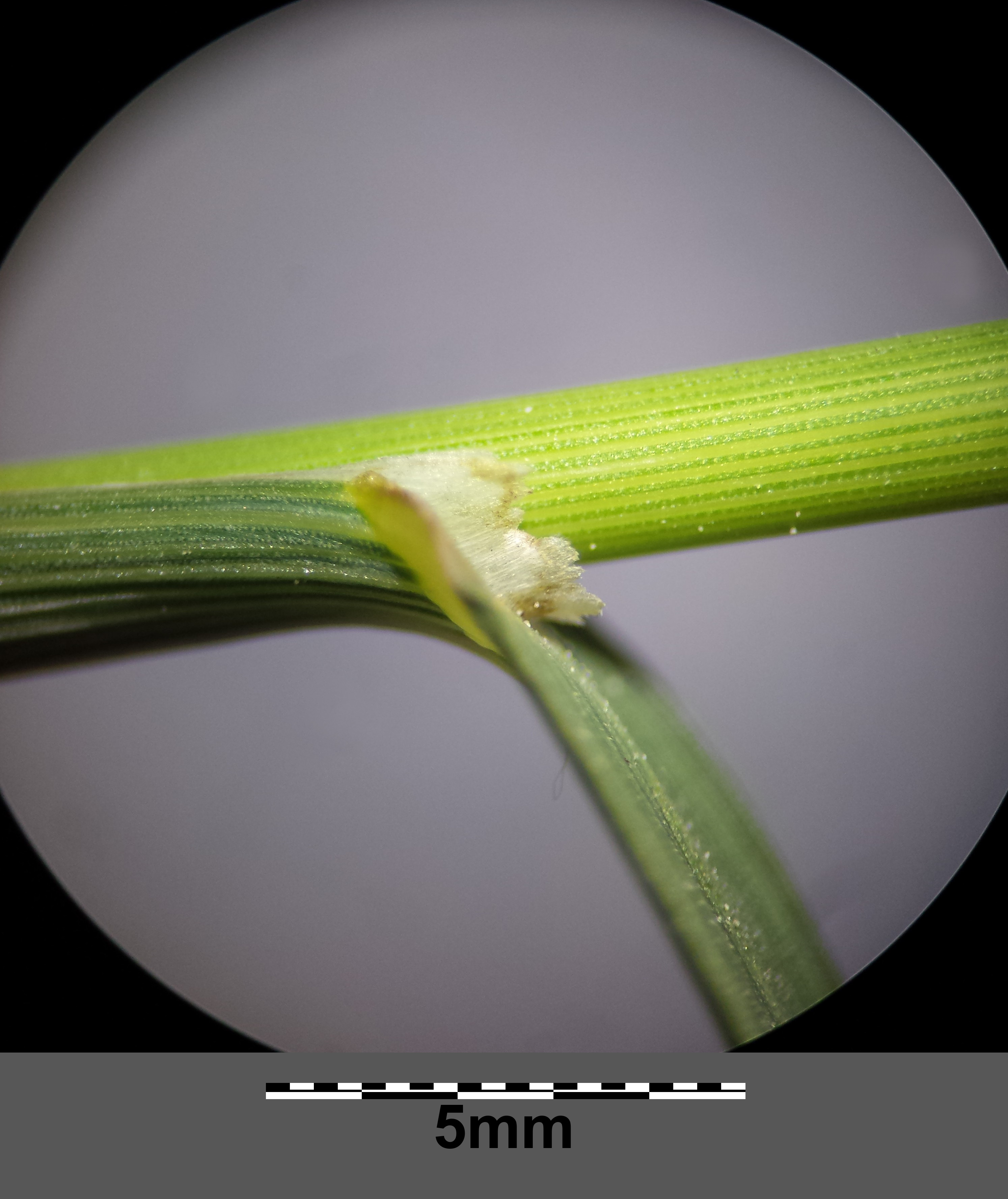
Języczek liściowy

PokrójWieloletnia wysoka trawa rozłogowa dorastająca 1,4 metra wysokości.
LiściePochwa liściowa zrośnięta, zamknięta. Blaszka liściowa naga, do 18 mm szerokości, żeberkowana z wyraźnym nerwem środkowym tzw. "kilem".
KwiatyZebrane w równowąskie kłoski długości około 3 cm, te z kolei zebrane we wzniesioną wiechę długości 10–15 cm. Plewa dolna jednonerwowa, górna - trójnerwowa. Plewka dolna dwuzębna, długości 10–13 mm. Pylniki jaskrawożółte.
OwoceZiarniaki.

## Biologia i ekologia

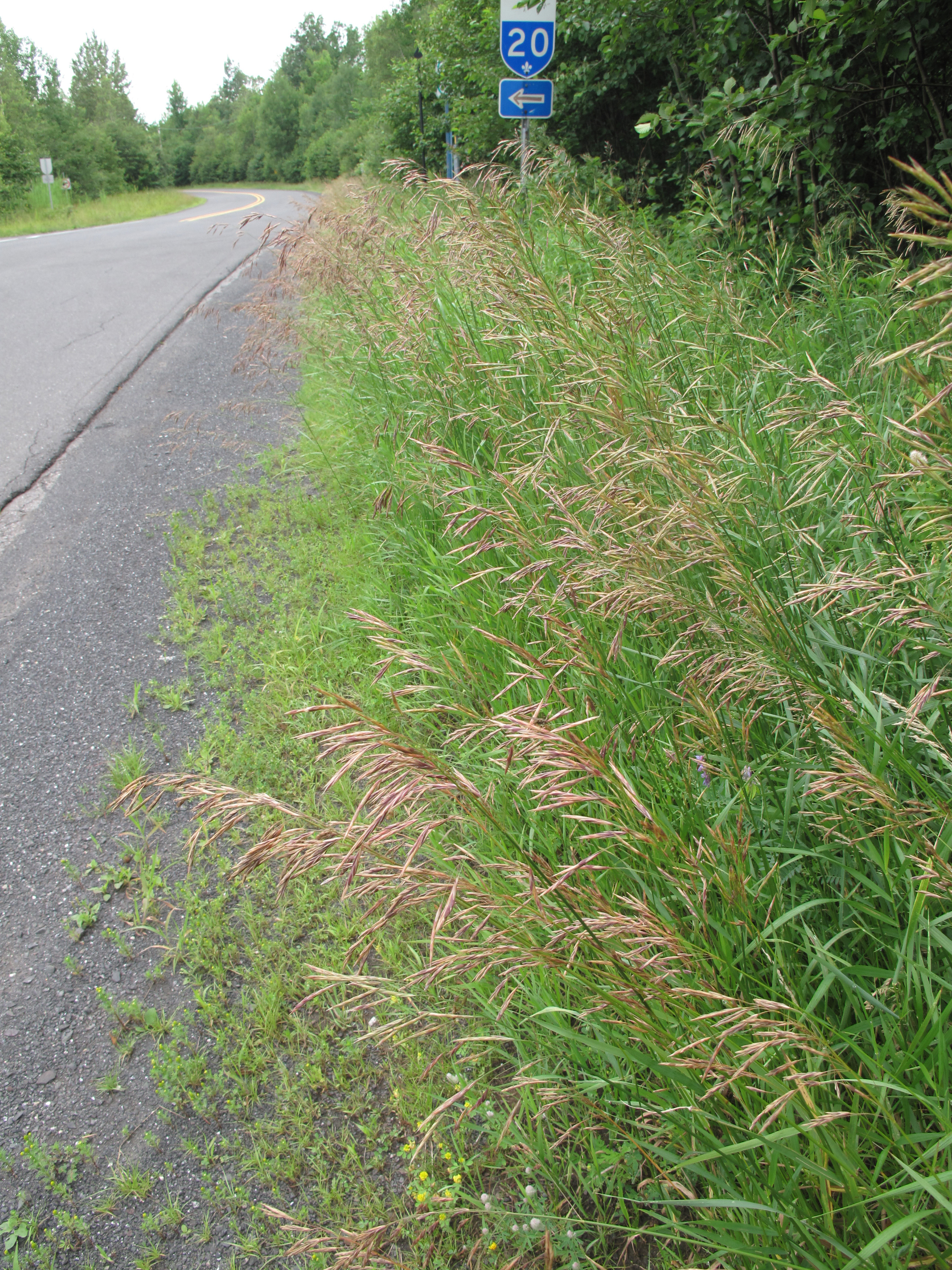
Zbiorowisko ze stokłosą bezostną na przydrożu

Bylina, hemikryptofit. Rośnie na zboczach, wałach, w rowach i zaroślach. Kwitnie w czerwcu i lipcu. Liczba chromosomów 2n = 14, 28, 56.

## Zastosowanie
Stokłosa bezostna jest cenną trawą pastewną. Uprawiana na stanowiskach suchszych, dobrze znosi trudniejsze warunki.